# Bulbophyllum cochlia
Bulbophyllum cochlia là một loài phong lan thuộc chi Bulbophyllum.